# Billy Madison
Billy Madison es una película de comedia de 1995 protagonizada por Adam Sandler haciendo el papel que le da el nombre a la película. Lo acompañan Bradley Whitford, Josh Mostel, Bridgette Wilson, Chris Farley, Norm Macdonald, Steve Buscemi y Darren McGavin. Fue escrita por Sandler y Tim Herlihy, dirigida por Tamra Davis, y producida por Universal Pictures. Recaudó 24 millones de dólares en todo el mundo.

## Sinopsis
Billy Madison (Adam Sandler) es un hombre de 27 años que ha pasado su vida entera viviendo gracias a los beneficios de su padre, dueño de una cadena de hoteles. Ha pasado sus días vagando con sus amigos Jack (Mark Beltzman) y Frank (Norm Macdonald). Billy arruina una reunión entre su padre Brian (Darren McGavin) y sus asociados. Su padre pierde la fe en su hijo y como consecuencia elige a Eric Gordon (Bradley Whitford) como futuro dueño de la compañía, ya que piensa que Billy no sería capaz de encargarse y revela que Billy ni siquiera ha podido terminar la escuela sin que le pagara a los profesores. Billy le pide a su padre que reconsidere esa decisión. Al final, ambos llegan a un acuerdo; Billy deberá esforzarse para pasar la primaria y secundaria en tan solo 24 semanas (dos semanas por grado), para demostrar su competencia. En ese tiempo, Billy se enamora de una de sus maestras (Bridgette Wilson) y se hacen novios, también se hace amigo de los niños de la primaria.

## Reparto
- Adam Sandler - Billy Madison
- Bradley Whitford - Eric Gordon
- Bridgette Wilson - Veronica Vaughn
- Darren McGavin - Brian Madison
- Dina Platias - Miss Lippy
- Garrett Hinchey - Jack
- Hrant Alianak - Pete
- Josh Mostel - Principal Max Anderson
- Larry Hankin as Carl Alphonse
- Norm Macdonald - Frank
- Theresa Merritt - Juanita
- Steve Buscemi (sin acreditar) - Danny McGrath